# ۱۴۰۵ (قمری)
۱۴۰۵ (قمری)، هزار و چهارصد و پنجمین سال در گاهشماری هجری قمری است. اول محرم این سال برابر با بیست و هفتم سپتامبر سال ۱۹۸۴ میلادی است.

## درگذشتگان
- سید احمد خوانساری،‌ فقیه نامدار شیعه و ایرانی.